# 풍산 (기업)
주식회사 풍산은 1968년 부평공장 설립을 시초로 국내 신동공업을 태동시킨 구 (주)풍산으로부터 인적 분할하여 신규 설립된 회사이다. 구리 및 구리 합금소재와 그 가공품을 제조하여 판매하는 신동사업 부문, 그리고 각종 탄약류를 생산하는 방산사업 부문 두가지 사업을 영위한다.

## 사업
사업 분야는 동(구리) 및 동합금소재와 가공품을 제조ㆍ판매하는 ‘신동사업 부문’과 각종 탄약류를 생산하는 ‘방산사업 부문’으로 구성되어 있다. 매출은 신동부문 72%, 방산부문 28% 가량으로 이루어진다.
이를 각 사업 부문별로 세분화하면 신동부문은 동 및 동합금 판ㆍ대, 리드프레임재, 주석도금재, 건축용 동관, 공업용 동관 및 합금관, 동 및 동합금 봉ㆍ롯드ㆍ선, 주화용 소전 및 동 지붕재 등이 있다. 방산부문은 소구경에서부터 대구경까지 각종 군용 탄약을 생산하고 있으며, 이외에 스포츠용 탄약, 추진화약 및 탄약 부분품, 정밀 단조품 등을 생산하고 있다.
실적에 영향을 주는 요소로는 전기동(Electrolytic Copper Cathode)의 가격 변화가 있다. 전기동은 고순도의 동을 의미하며, 전기 전자 제품 등에 사용된다. 즉 동 제품을 생산하는 풍산은 전기동의 가격이 상승하면 실적이 좋아지며, 전기동의 가격이 하락하면 실적이 하락한다. 전기동의 가격은 글로벌 경제가 좋을 때는 수요가 많아져 가격이 상승하고 경기가 나쁠 때는 수요가 줄어들어 가격이 하락하는 특징이 있어 글로벌 시장의 선행지표로 사용되기도 한다.
2011년~2014년 기준으로 매출은 매분기 7천억원 가량이 나오고, 당기순이익은 지속적으로 100억대의 흑자가 나온다. 시가총액은 2024년 현재 1조7천억원대의 규모이며, 장기화된 우러전쟁영향으로 방산부분 매출증가로 회사 성장이 급등세이다. BS투자증권에서는 풍산이 "방산 부문을 기반으로 안정적인 성장을 이어가고 있다"고 평가했다.

## 반여동 개발 계획 무산
2014년 들어 부산시가 해운대구 반여동 일대에 '도시첨단산업단지' 조성 계획을 수립하자, 회사가 보유한 부동산 자산 가치가 크게 상승하기도 했다. 이 지역은 풍산의 방산 공장 중 한 곳인 동래공장이 위치한 곳이다. 동래공장의 장부가치는 1811억원이지만, 반여동의 평균 공시지가를 적용하면 경우 가치는 1조원을 웃돈다. 그러나 이 개발 계획은 풍산 측의 검토 결과 사업성이 부족한 것으로 판단되어 사업을 추진하기도 전에 무산되어 버렸다.

## 연혁
풍산은 1968년 설립된 풍산금속공업주식회사로부터 시작되며 2008년 지주회사 체제로 전환하며 풍산홀딩스와 분할되어 상장된 회사이다. 따라서 1968년부터의 연혁은 풍산홀딩스 항목에 기술하고 여기서는 2008년 분할 설립된 이후의 연혁만을 기술한다.
- 2008. 7. 인적분할에 의한 신규설립
- 2008. 7. 유가증권시장 분할 재상장
- 2008. 12. 방산수출 유공 국방부장관 표창 수상
- 2009. 12. 국방품질경영상(최우수/국무총리) 수상
- 2010. 3. 사옥용 부동산(서울 서대문구 충정로 소재) 매매계약 체결
- 2010. 4. 대전 풍산기술연구원 기공
- 2010. 9. LIG POONGSAN PROTECH(주) 합작회사 설립
- 2010. 12. 방산수출유공 국방부장관 표창 수상
- 2010. 12. 보안우수업체 국방부장관 표창 수상
- 2011. 12. 본사 사옥을 충무로3가에서 충정로로 이전

## 계열사

### 대한민국
- 풍산특수금속
- 풍산발리녹스
- 풍산메탈서비스
- 풍산FNS
- 풍산산업(주)
- PNT
- 풍산화동양행
- 한국펄벅재단
- 풍산중학교
- 풍산고등학교 (경북 소재)
- 서애재단

### 대한민국 이외
- PMX
- 풍산 홍콩법인
- 시암풍산
- 풍산 일본법인
- 풍산 상해법인
- 풍산 말레이시아법인
- 풍산 미국법인

## 본점 및 지점 현황
- 본점: 경기도 평택시 포승읍 평택항로156번길 134
- 서대문지점: 서울특별시 서대문구 충정로 23 (충정로3가, 풍산빌딩)
- 울산지점: 울산광역시 울주군 온산읍 산암로 94
- 안강지점: 경상북도 경주시 안강읍 호국로 2606-10
- 부산지점: 부산광역시 해운대구 선수촌로 230 (반여동)
- 대구지점: 대구광역시 중구 태평로 57 (태평로3가)
- 대전지점: 대전광역시 유성구 테크노2로 266 (탑립동)

## 참고 문헌
1. ↑  풍산, 저평가 요인은 여전히 유효, 서울경제 2014.10.07 13:34
2. ↑  철강업계 지주사, 자회사 효자 노릇에 '방긋', 한국경제 2014.10.02 15:57
3. ↑  반여 도시첨단산업단지 왜 무산됐나
"사업성 없다" 풍산 돌연 포기… 부산 미래 성장동력도 '좌초', 부산일보 2014-10-01